# Trakai
Trakai (poloneză Troki) este un oraș istoric și stațiune balneară din Lituania, aflat la 28 km de capitala Vilnius.